# Asellus epimeralis
Asellus (Asellus) epimeralis là một loài chân đều trong họ Asellidae. Loài này được Birstein miêu tả khoa học năm 1947.